# Христо Харизанов
Христо Иванов Харизанов е български политик, кмет на град Месемврия (Несебър), България.

## Биография
Роден е в 1888 година в Енидже Вардар, Османската империя, в семейството на собственик на шивашка работилница с няколко калфи и чираци. Учи в Солунската българска мъжка гимназия и след това открива манифактурен магазин в Солун, където се жени и има три деца. През 1924 година семейството му се изселва от останалия в Гърция Солун в България и се установява в Месемврия. Тук Харизанов отваря винарска изба и ресторант „Успех“ в центъра на града. Големият му син Григор Харизанов е сред организаторите на стачката на работниците по пресушаване на Месемврийското блато (Кардис) през 1932 година. В 1924 година участва в основаването на Месемврийското македонско братство.
На 12 май 1934 година е избран за председател на тричленната комисия (кмет) на Месемврия, но през юни 1934 година мандатът му е прекратен от деветнадесетомайците.
Умира в 1965 година в Несебър.